# إس بان
إس بان (بالألمانية: S-Bahn) هو قطار كهربائي ألماني خاص بنقل الركاب في ألمانيا وهو تابع للشركة الألمانية للسكك الحديد ، يعد هذا القطار من أكثر القطارات خدمة في ألمانيا.